# 1236 Thais
Thais (asteroide 1236) é um asteróide da cintura principal com um diâmetro de 22,34 quilómetros, a 1,8420461 UA. Possui uma excentricidade de 0,2421132 e um período orbital de 1 384 dias (3,79 anos).
Thais tem uma velocidade orbital média de 19,1048956 km/s e uma inclinação de 13,15679º.
Esse asteroide foi descoberto em 6 de Novembro de 1931 por Grigory Neujmin.